# Paulo César Fonseca do Nascimento
Paulo César Fonseca do Nascimento även Tinga, född 13 januari 1978 i Porto Alegre, Brasilien, är en före detta brasiliansk fotbollsspelare och numera tränare.